# Breach (Walk Alone)
"Breach (Walk Alone)" là một bài hát bởi DJ Martin Garrix và Blinders. Nó được phát hành trên STMPD RCRDS và nằm trong EP thứ năm của Garrix Bylaw.